# Mietvilla Krenkelstraße 5

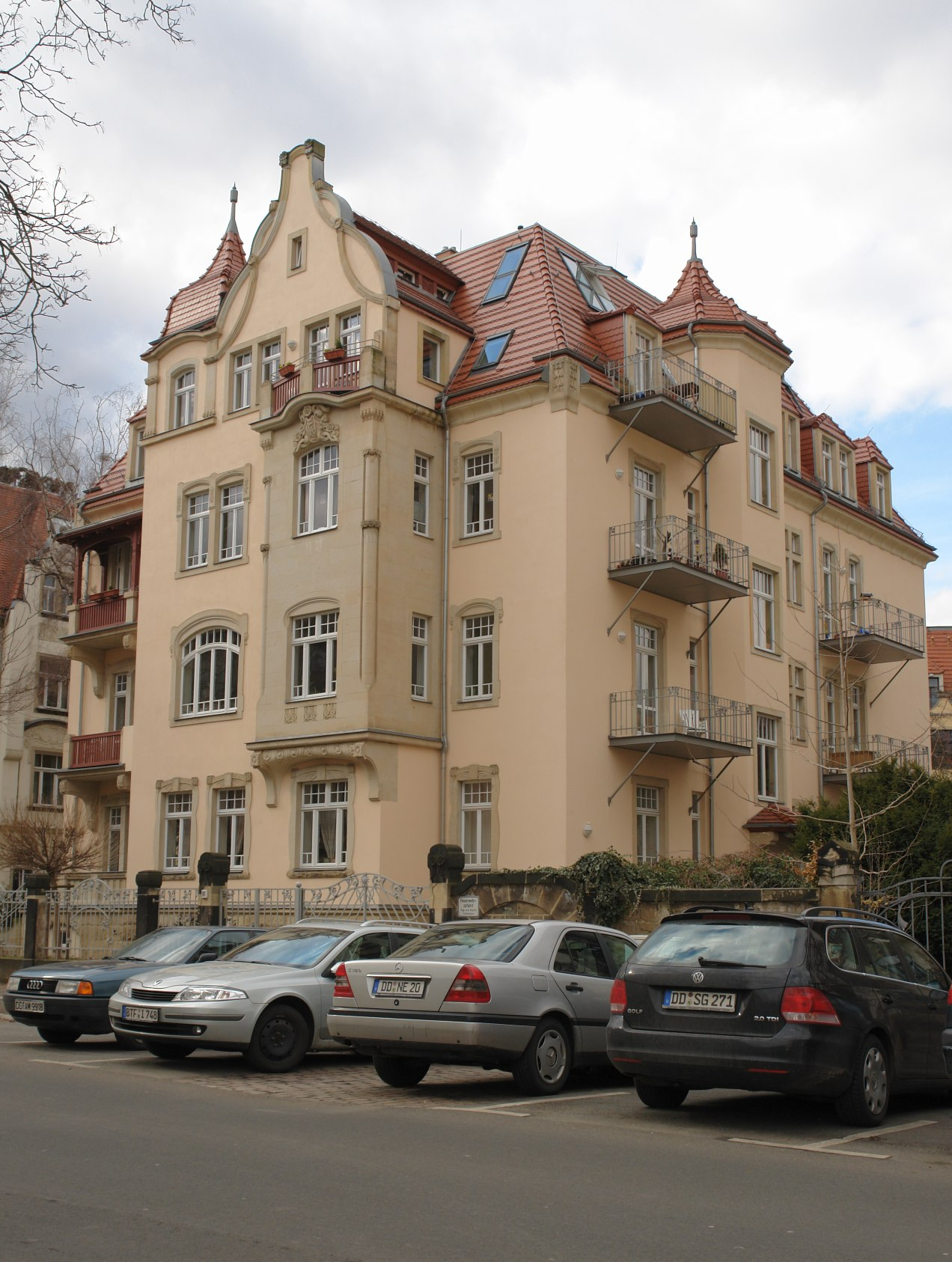
Krenkelstraße 5 (2010)

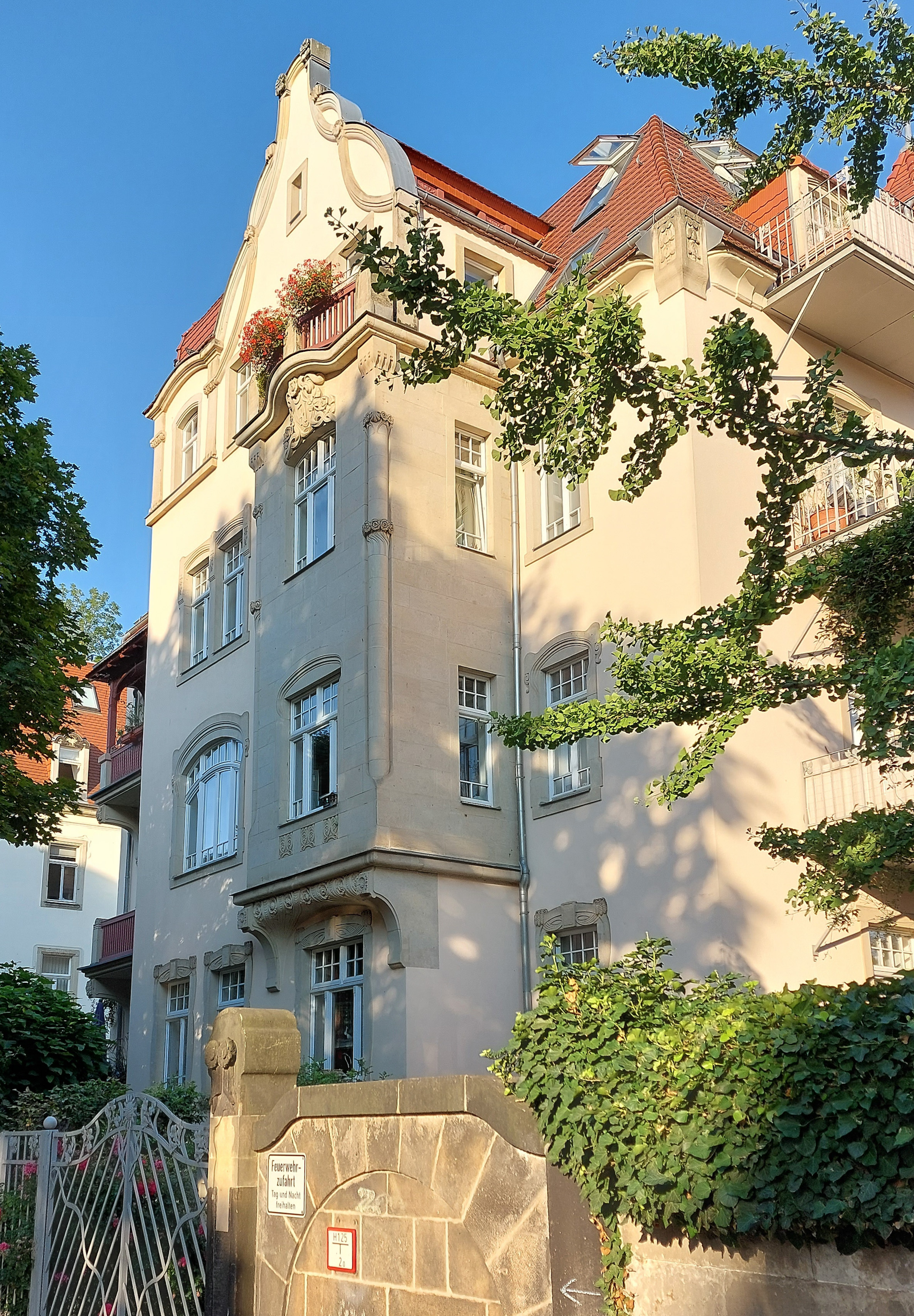
Krenkelstraße 5 (2022)

Die Mietvilla Krenkelstraße 5 in Dresden wurde als großbürgerliches, freistehendes Gebäude im Jahre 1904 erbaut. 
Das denkmalgeschützte Gebäude zeichnet sich durch seine florale Ornamentik aus. Bemerkenswert sind auch seine unterschiedlich gekurvt eingefassten Fenster. Die verputzte Fassade ist asymmetrisch angeordnet und mit Sandstein gegliedert. Sie ist mit Giebel und Nebentürmchen geschmückt. Auch der Zaun zeigt Jugendstilformen auf.
Die Denkmaleigenschaft wird vom Landesamt für Denkmalpflege Sachsen beschrieben: „Asymmetrische Sandstein-Putz-Fassade belebt durch Risalit mit Giebel, Turm, Erker und Balkon, besondere Akzente durch florale und stilisierte Jugendstilmotive, auffällig auch die variantenreichen Fensterabschlüsse, Flurausstattung und Treppenhausausstattung.“